# Cortney Casey
Cortney Ann Casey, apelidada de Cast-Iron (Mesa, 5 de maio de 1987), é uma lutadora norte-americana de artes marciais mistas (MMA) e, atualmente, luta na categoria peso-palha do UFC.

## Início
Como uma ex-jogadora de futebol Divisão I da Universidade do Texas em El Paso, Casey começou a treinar MMA em 2009, depois de sua carreira no futebol ter sido curta devido a uma lesão. Sua competência no trabalho ajudou-a a evoluir rapidamente no esporte. Ela começou sua carreira amadora em 2012 e sua carreira profissional um ano depois.

## Carreira no MMA

### Início no MMA
Enquanto era amadora, Casey compilou um cartel de 4-1, que incluiu uma defesa do título peso-mosca no Tuff-N-Uff.
Depois de apenas duas lutas profissionais nos EUA, Casey foi lutar na promoção Pacific X-treme Combat, que tem sua base no Guam. Ela rapidamente se tornou a lutadora peso-palha número #1 no circuito asiático.

### Ultimate Fighting Championship
Em 18 de julho de 2015, Casey estreou no UFC para enfrentar uma veterana da divisão: Joanne Calderwood, no UFC Fight Night: Bisping vs. Leites, substituindo a lesionada Bec Rawlings. Casey utilizou-se de sua agressividade já conhecida – ela quase nocauteou Calderwood no 1° Round. Porém, Casey perdeu o Round 2 e 3, e os juízes concederam a vitória para Calderwood por decisão unânime. Mas seu desempenho chamou a atenção dos executivos do UFC, uma vez que ela e Calderwood foram bonificadas com os US $ 50.000 pela Luta da Noite. 
Casey enfrentou Seo Hee Ham, no UFC Fight Night: Henderson vs. Masvidal, em 28 de novembro de 2015. Diante de seus compatriotas, Seo Hee Ham faturou sua primeira vitória no Ultimate ao superar Cortney Casey na decisão unânime dos jurados (29-28, 29-28, 29-28). As atletas proporcionaram uma luta empolgante, válida pelo peso-palha. Novamente, Casey foi premiada pela Luta da Noite. 
Casey enfrentou Cristina Stanciu, no UFC Fight Night: McDonald vs. Lineker, em 13 de julho de 2016. Foi a primeira luta feminina da noite, pelo peso-palha (até 52kg), e foi vencida por Cortney Casey aos 2m36s do primeiro round por nocaute técnico. A americana derrubou Cristina Stanciu, montou e terminou o duelo no ground and pound. Essa foi a primeira vitória de Casey no UFC, após duas derrotas. Com o triunfo, Casey alcançou um cartel de cinco vitórias e três derrotas. Stanciu tinha cinco vitórias, mas amargou a segunda derrota na carreira em duas lutas no UFC.
Casey enfrentou Randa Markos, no UFC 202, em 20 de agosto de 2016. Cortney Casey demonstrou coração de lutadora contra Randa Markos, e conseguiu sair de uma posição completamente desfavorável para finalizar sua adversária com uma chave de braço aos 4m34s do primeiro assalto. Markos conseguiu uma boa queda logo no início da luta e caiu na posição de 100kg. Ali, começou a socar o rosto de Casey, que parecia não ter como se defender. Mas, de maneira espetacular, Cortney escapou da posição, pegou as costas de Randa e invertou o jogo, aplicando fortes socos na adversária. Markos tentou se levantar, mas foi puxada para baixo novamente e, na guarda de Casey, se deixou ser pega em uma chave de braço, precisando dar os três tapinhas.

## Campeonatos e realizações
- Ultimate Fighting Championship
  - Luta da Noite: (Duas vezes) vs. Joanne Calderwood e Seo Hee Ham

- MMA amador
  - Campeã peso-mosca no Tuff-N-Uff
  - Campeã peso-mosca no Coalition of Combat

## Cartel no MMA
| Cartel no MMA   |             |            |
| 19 lutas        | 10 vitórias | 9 derrotas |
| Por nocaute     | 3           | 0          |
| Por finalização | 4           | 2          |
| Por decisão     | 3           | 7          |

| Res.    | Cartel | Oponente            | Método                                  | Evento                                  | Data       | Round | Tempo | Local                      | Notas                                      |
| ------- | ------ | ------------------- | --------------------------------------- | --------------------------------------- | ---------- | ----- | ----- | -------------------------- | ------------------------------------------ |
| Vitória | 10-9   | Liana Jojua         | Decisão (unânime)                       | UFC Fight Night: Holloway vs. Rodriguez | 13/11/2021 | 3     | 5:00  | Las Vegas, Nevada          |                                            |
| Derrota | 9-9    | JJ Aldrich          | Decisão (dividida)                      | UFC Fight Night: Edwards vs. Muhammad   | 13/03/2021 | 3     | 5:00  | Las Vegas, Nevada          |                                            |
| Derrota | 9-8    | Gillian Robertson   | Finalização (mata leão)                 | UFC on ESPN: Blaydes vs. Volkov         | 20/06/2020 | 3     | 4:36  | Las Vegas, Nevada          |                                            |
| Vitória | 9-7    | Mara Romero Borella | Finalização (chave de braço)            | UFC on ESPN: Overeem vs. Harris         | 16/05/2020 | 1     | 3:36  | Jacksonville, Flórida      | Volta ao peso Mosca; Performance da Noite. |
| Derrota | 8-7    | Cynthia Calvillo    | Decisão (unânime)                       | UFC on ESPN: Ngannou vs. Velasquez      | 17/02/2019 | 3     | 5:00  | Phoenix, Arizona           |                                            |
| Vitória | 8-6    | Angela Hill         | Decisão (dividida)                      | UFC Fight Night: Gaethje vs. Vick       | 25/08/2018 | 3     | 5:00  | Lincoln, Nebraska          |                                            |
| Derrota | 7-6    | Michelle Waterson   | Decisão (dividida)                      | UFC on Fox: Poirier vs. Gaethje         | 14/04/2018 | 3     | 5:00  | Glendale, Arizona          |                                            |
| Derrota | 7-5    | Felice Herrig       | Decisão (dividida)                      | UFC 218: Holloway vs. Aldo II           | 02/12/2017 | 3     | 5:00  | Detroit, Michigan          |                                            |
| Vitória | 7-4    | Jessica Aguilar     | Decisão (unânime)                       | UFC 211: Miocic vs dos Santos II        | 13/05/2017 | 3     | 5:00  | Dallas, Texas              |                                            |
| Derrota | 6-4    | Cláudia Gadelha     | Decisão (unânime)                       | UFC Fight Night: Nogueira vs. Bader II  | 19/11/2016 | 3     | 5:00  | São Paulo                  |                                            |
| Vitória | 6-3    | Randa Markos        | Finalização (chave de braço)            | UFC 202: Diaz vs. McGregor II           | 20/08/2016 | 1     | 4:34  | Las Vegas, Nevada          |                                            |
| Vitória | 5-3    | Cristina Stanciu    | Nocaute Técnico (cotoveladas)           | UFC Fight Night: McDonald vs. Lineker   | 13/07/2016 | 1     | 2:36  | Sioux Falls, Dakota do Sul |                                            |
| Derrota | 4-3    | Seo Hee Ham         | Decisão (unânime)                       | UFC Fight Night: Henderson vs. Masvidal | 28/11/2015 | 3     | 5:00  | Seul                       | Luta da Noite.                             |
| Derrota | 4-2    | Joanne Calderwood   | Decisão (unânime)                       | UFC Fight Night: Bisping vs. Leites     | 18/07/2015 | 3     | 5:00  | Glasgow                    | Estreia no UFC; Luta da Noite.             |
| Vitória | 4-1    | Helen Harper        | Nocaute Técnico (joelhada no corpo)     | PXC 47                                  | 13/03/2015 | 1     | 3:42  | Mangilao                   |                                            |
| Vitória | 3-1    | Gina Iniong         | Finalização (mata leão)                 | PXC 46                                  | 15/11/2014 | 1     | 4:49  | Manila                     | Peso casado (110 lbs).                     |
| Vitória | 2-1    | Tomo Maesawa        | Nocaute Técnico (interrupção do córner) | PXC 44: Calvo vs Kadestam               | 27/06/2014 | 1     | 0:39  | Mangilao                   | Estreia no peso-palha.                     |
| Derrota | 1-1    | Pearl Gonzalez      | Finalização (chave de braço)            | XFC 26: Night of Champions 3            | 18/10/2013 | 3     | 4:43  | Nashville, Tennessee       | Pelo cinturão peso-mosca vago do XFC.      |
| Vitória | 1-0    | Kelly Warren        | Finalização (mata leão)                 | XFC 24: Collision Course                | 14/06/2013 | 1     | 3:33  | Tampa, Flórida             | Estreia no MMA.                            |